# París-Niza 1980
La París-Niza 1980, fue la edición número 38 de la carrera, que estuvo compuesta de ocho etapas y un prólogo disputados del 5 al 12 de marzo de 1980. Los ciclistas completaron un recorrido de 1.037 km con salida en Issy-les-Moulineaux y llegada a Col d'Èze, en Francia. La carrera fue vencida por el francés Gilbert Duclos-Lassalle, que fue acompañado en el podio por el suizo Stefan Mutter y el holandés Gerrie Knetemann. 

## Resultados de las etapas
| Etapa                  | Fecha       | Recorrido                             | km     | Ganador                | Líder                   |
| ---------------------- | ----------- | ------------------------------------- | ------ | ---------------------- | ----------------------- |
| Prólogo                | 5 de marzo  | Issy-les-Moulineaux(CRI)              | 4.3 km | Gerrie Knetemann       | Gerrie Knetemann        |
| 1.ª etapa, 1.er sector | 6 de marzo  | Barbizon-Nemours (CRE)                | 32 km  | Bianchi-Piaggio I      | Knut Knudsen            |
| 1.ª etapa, 2.º sector  | 6 de marzo  | Nemours-Auxerre                       | 116 km | Jan Raas               | Knut Knudsen            |
| 2.ª etapa              | 7 de marzo  | Auxerre-Château Chinon                | 187 km | Tommy Prim             | Tommy Prim              |
| 3.ª etapa              | 8 de marzo  | Château Chinon-Villefranche-sur-Saône | 187 km | Noël Dejonckheere      | Tommy Prim              |
| 4.ª etapa              | 9 de marzo  | Villefranche-sur-Saône-Sant-Etiève    | 131 km | Pierre Bazzo           | Gilbert Duclos-Lassalle |
| 5.ª etapa              | 10 de marzo | Sant-Etiève-Villard-de-Lans           | 185 km | Klaus-Peter Thaler     | Gilbert Duclos-Lassalle |
| 6.ª etapa              | 11 de marzo | Digne-les-Bains-Mandelieu-la-Napoule  | 143 km | Jean-Luc Vandenbroucke | Gilbert Duclos-Lassalle |
| 7.ª etapa, 1.er sector | 12 de marzo | Mandelieu-la-Napoule-Niza             | 57 km  | Rik van Linden         | Gilbert Duclos-Lassalle |
| 7.ª etapa, 2.º sector  | 12 de marzo | Niza-Col d'Èze (CRI)                  | 11 km  | Gerrie Knetemann       | Gilbert Duclos-Lassalle |

## Etapas

### Prólogo
5-03-1980. Issy-les-Moulineaux, 4.3 km. CRI
|   | Ciclista         | Equipo            | Tiempo |
| - | ---------------- | ----------------- | ------ |
| 1 | Gerrie Knetemann | TI-Raleigh-Creda  | 5' 53" |
| 2 | Daniel Willems   | IJsboerke-Warncke | + 5"   |
| 3 | Knut Knudsen     | Bianchi-Piaggio   | + 10"  |

### 1.ª etapa,1.ersector
6-03-1980. Barbizon-Nemours, 32 km. (CRE)
Cada equipo se divide en dos grupos de cuatro corredores.
|   | Equipo              | Tiempo   |
| - | ------------------- | -------- |
| 1 | Bianchi-Piaggio I   | 42' 55"  |
| 2 | TI-Raleigh-Creda I  | + 22"    |
| 3 | TI-Raleigh-Creda II | + 1' 17" |

### 1.ª etapa, 2.º sector
6-03-1980. Nemours-Auxerre, 116 km.
|   | Ciclista          | Equipo             | Tiempo     |
| - | ----------------- | ------------------ | ---------- |
| 1 | Jan Raas          | TI-Raleigh-Creda   | 3h 26' 25" |
| 2 | Rik van Linden    | DAF Trucks-Lejeune | m. t.      |
| 3 | Noël Dejonckheere | Teka               | m. t.      |

### 2.ª etapa
7-03-1980. Auxerre-Château Chinon 187 km.
Once corredores, entre los que está el campeón del mundo Jan Raas, son expulsados de la carrera al intentar provocar una huelga general dentro del piloto. Se quejan de que la dirección no neutralice parte de la etapa a pesar de las carreteras heladas. Cuarenta y tres corredores llegan a meta con más de 30 'perdidos respecto a los primeros como señal de protesta y son multados con 200 francos suizos.
|   | Ciclista         | Equipo               | Tiempo     |
| - | ---------------- | -------------------- | ---------- |
| 1 | Tommy Prim       | Bianchi-Piaggio      | 5h 00' 58" |
| 2 | Godi Schmutz     | Cilo-Aufina          | m. t.      |
| 3 | Sven-Åke Nilsson | Miko-Mercier-Vivagel | m. t.      |

### 3.ª etapa
8-03-1980. Château Chinon-Villefranche-sur-Saône 187 km.
|   | Ciclista           | Equipo            | Tiempo     |
| - | ------------------ | ----------------- | ---------- |
| 1 | Noël Dejonckheere  | Teka              | 4h 44' 27" |
| 2 | Daniel Willems     | IJsboerke-Warncke | m. t.      |
| 3 | Klaus-Peter Thaler | Teka              | m. t.      |

### 4.ª etapa
9-03-1980. Villefranche-sur-Saône-Sant-Etiève, 131 km.
La nieve, el hielo, el frío y un viento glacial hacen que esta etapa decida la París-Niza.  Duclos-Lassalle consigue la suficiente ventaja para llevarse la prueba.
La dirección de carrera elimina el fuera de control. Esto salva a Bernard Hinault que pierde más de 45 ', en parte, por haberse detenido a calentar sus guantes en el tubo de escape de una moto.
Abandonan 27 corredores durante el transcurso de la prueba.
|   | Ciclista                | Equipo                | Tiempo     |
| - | ----------------------- | --------------------- | ---------- |
| 1 | Pierre Bazzo            | La Redoute-Motobécane | 3h 32' 27" |
| 2 | Gilbert Duclos-Lassalle | Peugeot-Esso-Michelin | m. t.      |
| 3 | Jacques van Meer        | HB Alarmsystemen      | m. t.      |

### 5.ª etapa
10-03-1980. Sant-Etiève-Villard-de-Lans, 185 km.
|   | Ciclista           | Equipo            | Tiempo     |
| - | ------------------ | ----------------- | ---------- |
| 1 | Klaus-Peter Thaler | Teka              | 4h 57' 50" |
| 2 | Daniel Willems     | IJsboerke-Warncke | m. t.      |
| 3 | Gerrie Knetemann   | TI-Raleigh-Creda  | m. t.      |

### 6.ª etapa
11-03-1980. Digne-les-Bains-Mandelieu-la-Napoule, 143 km.
|   | Ciclista               | Equipo                | Tiempo     |
| - | ---------------------- | --------------------- | ---------- |
| 1 | Jean-Luc Vandenbroucke | La Redoute-Motobécane | 3h 48' 49" |
| 2 | Rudy Pevenage          | IJsboerke-Warncke     | + 2' 38"   |
| 3 | Charly Berard          | Puch-Sem              | + 3' 22"   |

### 7.ª etapa,1.ersector
12-03-1980. Mandelieu-la-Napoule-Niza, 57 km.
|   | Ciclista       | Equipo                | Tiempo     |
| - | -------------- | --------------------- | ---------- |
| 1 | Rik van Linden | DAF Trucks-Lejeune    | 3h 31' 58" |
| 2 | Daniel Willems | IJsboerke-Warncke     | m. t.      |
| 3 | Guy Sibile     | Peugeot-Esso-Michelin | m. t.      |

### 7.ª etapa, 2.º sector
12-03-1980. Niza-Col d'Èze, 11 km. CRI
|   | Ciclista         | Equipo                | Tiempo  |
| - | ---------------- | --------------------- | ------- |
| 1 | Gerrie Knetemann | TI-Raleigh-Creda      | 20' 28" |
| 2 | Michel Laurent   | Peugeot-Esso-Michelin | + 18"   |
| 3 | Tommy Prim       | Bianchi-Piaggio       | + 29"   |

## Clasificaciones finales

### Clasificación general
| Pos. | Ciclista                | Equipo                | Tiempo      |
| ---- | ----------------------- | --------------------- | ----------- |
|      | Gilbert Duclos-Lassalle | Peugeot-Esso-Michelin | 30h 18' 55" |
| 2    | Stefan Mutter           | TI-Raleigh-Creda      | + 3' 02"    |
| 3    | Gerrie Knetemann        | TI-Raleigh-Creda      | + 3' 46"    |
| 4    | Tommy Prim              | Bianchi-Piaggio       | + 4' 04"    |
| 5    | Silvano Contini         | Bianchi-Piaggio       | + 4' 50"    |
| 6    | Knut Knudsen            | Bianchi-Piaggio       | + 5' 09"    |
| 7    | Henk Lubberding         | TI-Raleigh-Creda      | + 5' 46"    |
| 8    | Jean-Luc Vandenbroucke  | La Redoute-Motobécane | + 6' 36"    |
| 9    | Pierre Bazzo            | La Redoute-Motobécane | + 7' 17"    |
| 10   | Sven-Åke Nilsson        | Miko-Mercier-Vivagel  | + 7' 24"    |